# Amanda (säkerhetskopiering)
Amanda, Advanced Maryland Automatic Network Disk Archiver, är en programvara för säkerhetskopiering utvecklad hos University of Maryland och släppt som öppen källkod under BSD-licensen men finns även som en kommersiell enterpriseversion.
Programvaran bygger på en klient-servermodell där flera datorer säkerhetskopieras mot en central server och finns för Linux och andra UNIX och UNIX-liknande operativsystem samt Microsoft Windows.